# 聯合國人居署

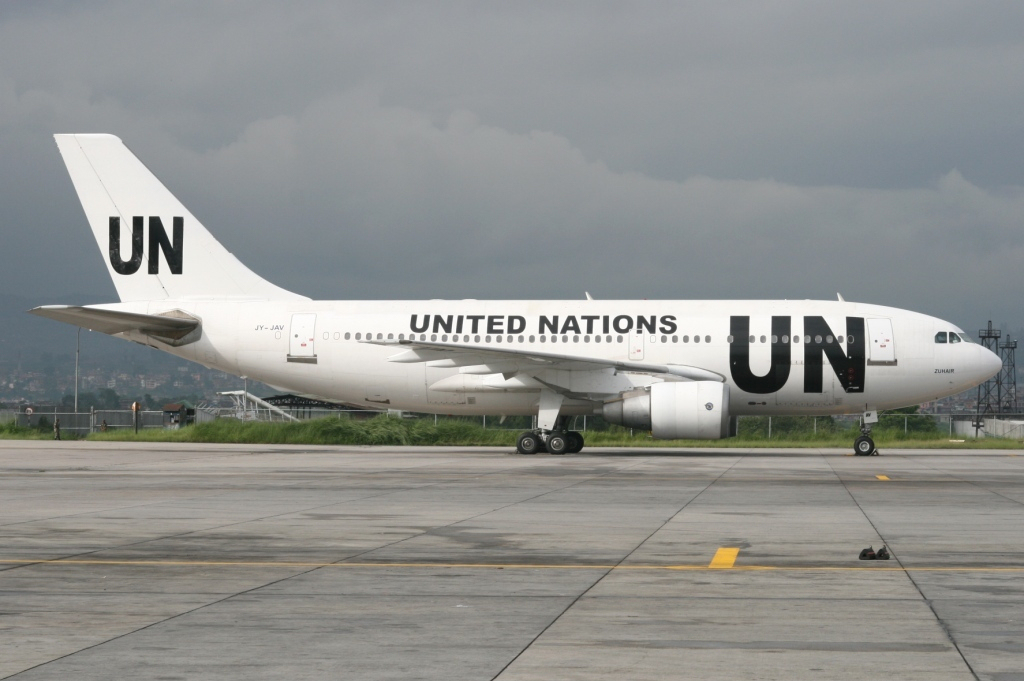
約旦航空的人居署包機

聯合國人居署（英語：United Nations Human Settlements Programme，简称 ），又稱作聯合國人類住區規劃署，是聯合國負責人類居住問題的機構。成立的宗旨為促進社會和環境方面可永續性人居發展，以達到所有人都有合適居所的目標。於2002年1月1日正式成立，取代原來聯合國人居委員會（UN Commission On Human Settlements）與其執行機構聯合國人居中心（United Nations Centre for Human Settlements (Habitat), UNCHS）的職能。其總部設在肯亞奈洛比。现任署長（執行主任）為馬來西亞籍邁穆娜·穆赫德·謝里夫。

## 歷史
原聯合國人居委員會在1978年成立，是聯合國內負責協調人類居住發展活動的機構，它支持並與各國政府、地方政府、非政府組織和私營部門通力合作，促進全球人居事業的發展。1998年聯合國人居中心在80多個國家正在實施200多個專案和工程，重點放在都市規劃、住屋、基礎設施服務的發展方面。這些項目的大部分是與其他多邊和雙邊援助機構合作實施的。在1996與1997年兩年間，聯合國人居中心的支出達到約1億美元。1996年在土耳其伊斯坦堡召開的聯合國第二屆聯合國人類居宅會議（Second United Nations Conference on Human Settlements, Habitat II）通過的《人類居住議程》（Habitat Agenda）確定聯合國人居中心為實行該議程的主要機構。
2001年12月的聯合國大會決議（第56/206號決議），人居委員會升格為執行人居署執行理事會（Governing Council），該委員會是聯合國人居署的決策機構。原聯合國人居中心變更為聯合國人居署秘書處，其原有職責予以保留。
聯合國人居署由執行理事會和秘書處兩部分組成。執行理事會由58名成員組成，每屆任期四年，每兩年召開一次，會議成員由聯合國經社理事會選出，席位區域分配為：非洲16個，亞洲13個，拉美和加勒比海地區10個，東歐6個，西歐及其它地區13個。秘書處則負責人居署的日常工作。
聯合國人居署目前的主要工作有兩個運動：安全的土地保有權全球運動（Global Campaign for Secure Tenure）和城市管理全球運動（Global Campaign On Urban Governance）。兩項運動的目標為密切與各國各級政府和民間社會，尤其是與代表城市貧困人群的部門之間的合作，以提高公眾意識，並改善消除城市貧困的國家政策和地方戰略，加強社會融合和公正，促進更加透明和可靠的管理。
聯合國人居署的出版物主要有《世界人居年度報告》和《世界城市狀況報告》。

## 外部連結
- 聯合國人居署官方網站
- 联合国人居署-中国
- 联合国人类住区规划署-联合国页面 （页面存档备份，存于）
- BBC特別報導- 都會行星（Urban Planet） （页面存档备份，存于）